# Pella (Pella)
Pour les articles homonymes, voir Pella.
Pella est une commune rurale et le chef-lieu du département de Pella de la province du Boulkiemdé dans la région Centre-Ouest au Burkina Faso.

## Santé et éducation
Pella accueille un centre de santé et de promotion sociale (CSPS) tandis que le centre médical avec antenne chirurgicale (CMA) se trouve à Nanoro.
Le village possède quatre écoles primaires publiques ainsi qu'un collège d'enseignement général (CEG).